# Liste des sélectionnés pour le prix Rosny aîné
La liste suivante recense, pour chaque année, les lauréats du prix Rosny aîné. Les œuvres présélectionnées mais n'ayant pas obtenu le prix sont également mentionnées.

## Roman

### Années 1980
- 1980 : Michel Jeury, Le Territoire humain
  - Patrice Duvic, Naissez, nous ferons le reste
  - Christian Léourier, La Planète inquiète
  - Jean-Marc Ligny, Temps blancs
  - Pierre Marlson, Les Compagnons de la Marciliargue
  - Pierre Pelot, La Rage dans le troupeau

- 1981 : Michel Jeury, Les Yeux géants
  - Georges-Jean Arnaud, La Compagnie des glaces
  - Philippe Curval, La Face cachée du désir
  - Dominique Douay, L'Impasse-temps
  - Philip Goy, Faire le mur
  - Michel Grimaud, Malakânsar

- 1982 : Élisabeth Vonarburg, Le Silence de la cité

- 1983 : Emmanuel Jouanne, Damiers imaginaires
  - Serge Brussolo, Sommeil de sang
  - Joël Houssin, Blue
  - Jean-Pierre Hubert, Scènes de guerre civile
  - Michel Jeury, L'Orbe et la Roue

- 1984 : Jean-Pierre Hubert, Le Champ du rêveur
  - Jean-Pierre Andrevon, Le Travail du furet à l'intérieur du poulailler
  - Philippe Curval, En souvenir du futur
  - Michel Grimaud, L'Arbre d'or
  - Emmanuel Jouanne, Nuage
  - Joëlle Wintrebert, Chromoville

- 1985 : Emmanuel Jouanne, Ici-bas
  - Jean-Pierre Hubert, Les Faiseurs d'orage
  - Christian Léourier, Ti-Harnog
  - Michel Pagel, La Taverne de l'espoir
  - Pierre Pelot, Le chien courait sur l'autoroute en criant son nom
  - André Ruellan, Mémo

- 1986 : Jean-Pierre Hubert, Ombromanies
  - Georges-Jean Arnaud, Les Trains cimetières
  - François Darnaudet et Thierry Daurel, Le Taxidermiste
  - Dominique Douay, Rhino
  - Antoine Volodine, Biographie comparée de Jorian Murgrave

- 1987 : Francis Berthelot, La Ville au fond de l'œil
  - Richard Canal, La Malédiction de l'éphémère
  - Alain Paris, Reich
  - Pierre Stolze, Marilyn Monroe et les samouraïs du père Noël

- 1988 : Roland C. Wagner, Le Serpent d'angoisse, et Joëlle Wintrebert, Les Olympiades truquées (ex æquo)
  - Jean-Claude Dunyach, Le Temple de chair
  - Jean-Marc Ligny, Yurlunggur
  - Michel Pagel, Soleil pourpre, Soleil noir

- 1989 : Roland C. Wagner, Poupée aux yeux morts
  - Jean-Pierre Andrevon, La Trace des rêves
  - Serge Brussolo, Le Tombeau du roi Squelette
  - Michel Pagel, Le Diable à quatre
  - Daniel Walther, Tigre

### Années 1990
- 1990 : Yves Frémion, L'Hétéradelphe de Gane
  - Jacques Attali, La Vie éternelle
  - Jacques Barbéri, Narcose
  - Roland C. Wagner, Les Dernier Jours de mai

- 1991 : Pierre Stolze, Cent mille images

- 1992 : Jean-Claude Dunyach, Étoiles mortes (Aigue Marine/Nivôse)
  - Ayerdhal, Mytale
  - Richard Canal, La Guerre en ce jardin
  - Karel Dekk, Espion de l'étrange
  - Raymond Milesi, Chien bleu couronné
  - René Reouven, Les Grandes Profondeurs
  - Francis Valéry, L'Arche des rêveurs

- 1993 : Alain Le Bussy, Deltas
  - Ayerdhal, Le Chant du drille
  - Jacques Barbéri, La Mémoire du crime
  - Serge Brussolo, Le Syndrome du scaphandrier
  - Daniel Sernine, Chronoreg
  - Élisabeth Vonarburg, Chroniques du Pays des Mères

- 1994 : Richard Canal, Ombres blanches
  - Jean-Pierre April, Berlin-Bangkok
  - Ayerdhal, L'Histrion
  - Pierre Bordage, Les Guerriers du silence
  - Micky Papoz, Les Malfairies
  - Philippe Pastor, Les Yeux de la terre folle

- 1995 : Richard Canal, Aube noire
  - Ayerdhal, Balade choreïale
  - Claude Ecken, Le Monde, tous droits réservés...
  - Jean-Marc Ligny, La mort peut danser
  - Wildy Petoud, La Route des soleils
  - Pierre Stolze, Le Déménagement

- 1996 : Maurice G. Dantec, Les Racines du mal
  - Pierre Bordage, La Citadelle Hyponéros
  - Richard Canal, Le Cimetière des papillons
  - Jean-Claude Dunyach, La Guerre des cercles
  - Serge Lehman, Le Haut-Lieu

- 1997 : Serge Lehman, F. A. U. S. T.

- 1998 : Roland C. Wagner, L'Odyssée de l'espèce
  - Ayerdhal, Parleur
  - Pierre Bordage, Wang
  - Raymond Milesi, Futur sans étoile
  - Wildy Petoud, Tigre au ralenti
  - Élisabeth Vonarburg, Tyranaël

- 1999 : Jean-Marc Ligny, Jihad
  - Pierre Bordage, Abzalon
  - Hervé Jubert, Le Roi sans visage
  - Serge Lehman, Aucune étoile aussi lointaine
  - Élisabeth Vonarburg, La Mer allée avec le soleil

### Années 2000
- 2000 : Michel Pagel, L'Équilibre des paradoxes
  - Ayerdhal et Jean-Claude Dunyach, Étoiles mourantes
  - Laurent Kloetzer, La Voie du cygne
  - Roland C. Wagner, Le Chant du cosmos
  - Philippe Ward, Irrintzina

- 2001 : Johan Heliot, La Lune seule le sait
  - Fabrice Colin, À vos souhaits
  - Philippe Curval, Voyage à l'envers
  - Laurent Genefort, Une porte sur l'éther
  - Francis Valéry, La Cité entre les mondes
  - Roland C. Wagner, Toons

- 2002 : Laurent Genefort, Omale
  - Claire et Robert Belmas, Chroniques des Terres Mortes
  - Pierre Bordage, L'Évangile du serpent
  - Sabrina Calvo, Wonderful
  - Fabrice Colin, Vengeance
  - Catherine Dufour, L'Ivresse des providers
  - Sylvie Miller et Philippe Ward, Le Chant de Montségur

- 2003 : Joëlle Wintrebert, Pollen
  - Sabrina Calvo et Fabrice Colin, Atomic Bomb
  - Thomas Day, La Voie du sabre
  - Xavier Mauméjean, La Ligue des héros
  - Raphaël Reclus, La Table d'Hadès
  - Léa Silhol, La Sève et le Givre
  - Roland C. Wagner, Babaluma

- 2004 : Roland C. Wagner, La Saison de la sorcière
  - Mélanie Fazi, Trois Pépins du fruit des morts
  - Johan Heliot, Faeries Hackers
  - Olivier Paquet, Structura Maxima
  - Léa Silhol, Conversations avec la Mort
  - Jean-Michel Truong, Eternity Express

- 2005 : Xavier Mauméjean, La Vénus anatomique
  - Ayerdhal, Transparences
  - Pierre Bordage, L'Enjomineur : 1792
  - Alain Damasio, La Horde du Contrevent
  - Laurent Genefort, La Muraille Sainte d'Omale
  - Johan Heliot, La Lune n'est pas pour nous
  - Colin Marchika, Les Gardiens d'Aleph-Deux

- 2006 : Catherine Dufour, Le Goût de l'immortalité
  - Francis Berthelot, Hadès Palace
  - Pierre Bordage, Les Chemins de Damas
  - Paul-Jean Hérault, Les Clones déviants
  - Xavier Mauméjean, Car je suis légion
  - Olivier May, Effet de serre

- 2007 : Jean-Marc Ligny, Aqua™
  - Jean-Pierre Andrevon, Le Monde enfin
  - Stéphane Beauverger, La Cité Nymphale
  - Sabrina Calvo, Minuscules flocons de neige depuis dix minutes
  - Corinne Guitteaud et Isabelle Wenta, Paradis perdu
  - Laurent Queyssi, Neurotwistin'

- 2008 : Élise Fontenaille, Unica
  - Pierre Bordage, Frère Ewen
  - Sylvie Denis, La Saison des singes
  - Corinne Guitteaud et Isabelle Wenta, Paradis artificiels
  - Johan Heliot, La Lune vous salue bien
  - Jérôme Noirez, Leçons du monde fluctuant

- 2009 : Xavier Mauméjean, Lilliputia
  - Philippe Curval, Lothar Blues
  - Thomas Geha, Alone contre Alone
  - Laurent Genefort, Mémoria
  - Norbert Merjagnan, Les Tours de Samarante
  - Pierre Pelot, L'Île au Trésor

### Années 2010
- 2010 : Ugo Bellagamba, Tancrède, une uchronie
  - Stéphane Beauverger, Le Déchronologue
  - Catherine Dufour, Outrage et rébellion
  - Franck Ferric, La Loi du désert
  - Laurent McAllister, Suprématie
  - Lorris Murail, Nuigrave

- 2011 : Laurent Whale, Les Pilleurs d'âmes
  - Jeanne-A Debats, Plaguers
  - Vincent Gessler, Cygnis
  - Michel Jeury, May le Monde
  - L. L. Kloetzer, Cleer, une fantaisie corporate
  - Xavier Mauméjean, Rosée de feu
  - Laurent Poujois, L'Ange blond

- 2012 : Roland C. Wagner, Rêves de gloire
  - Lionel Davoust, Léviathan : La Chute
  - Thierry Di Rollo, Bankgreen
  - Thomas Geha, La Guerre des chiffonneurs
  - Éric Holstein, D'or et d'émeraude
  - Anne Lanièce, L'Ardoise magique
  - Norbert Merjagnan, Treis, altitude zéro
  - Laurent Whale, Les étoiles s'en balancent

- 2013 : Laurent Genefort, Points chauds
  - Jacques Boireau, Oniromaque
  - Sylvie Denis, L'Empire du sommeil
  - Vincent Gessler, Mimosa
  - Jean-Marc Ligny, Exodes
  - Olivier Paquet, Le Melkine
  - Laurence Suhner, Vestiges

- 2014 : Ayerdhal, Rainbow Warriors, et L. L. Kloetzer, Anamnèse de Lady Star (ex æquo)
  - Philippe Curval, Juste à temps
  - Johan Heliot, Françatome
  - Xavier Mauméjean, American Gothic
  - Arnauld Pontier, Agharta, le temps des Selkies

- 2015 : Ayerdhal, Bastards
  - Dominique Douay, Car les temps changent
  - Estelle Faye, Un éclat de givre
  - Laurent Genefort, Les Vaisseaux d'Omale
  - Raphaël Granier de Cassagnac, Thinking Eternity
  - Bernard Henninger, Impulsion
  - Antoine Volodine, Terminus radieux

- 2016 : Laurent Genefort, Lum'en
  - Pierre Bordage, Résonances
  - Christian Chavassieux, Les Nefs de Pangée
  - Dominique Douay, La Fenêtre de Diane
  - Jean-Marc Ligny, Semences
  - Stéphane Przybylski, Le Château des millions d'années
  - Laurence Suhner, Origines

- 2017 : François Rouiller, Métaquine®
  - Robert Darvel, L'homme qui traversa la Terre
  - Dominique Douay, Brume de cendre
  - Loïc Henry, Les Océans stellaires
  - Laurent Kloetzer, Vostok
  - Christian Léourier, Dur silence de la neige
  - Romain Lucazeau, Latium
  - Olivier Paquet, Jardin d'hiver

- 2018 : Sabrina Calvo, Toxoplasma
  - Laurent Genefort, Spire
  - Léo Henry, La Panse
  - Sylvain Lamur, Quaillou
  - Christine Luce, Les Papillons géomètres

- 2019 : Estelle Faye, Les Nuages de Magellan
  - Jean Baret, Bonheur™
  - Catherine Dufour, Entends la nuit
  - Johan Heliot, Frankenstein 1918
  - Camille Leboulanger, Malboire
  - Émilie Querbalec, Les Oubliés d'Ushtâr

### Années 2020
- 2020 : Christian Léourier, Helstrid
  - Jean Baret, Vie™
  - Alain Damasio, Les Furtifs
  - Jean-Claude Dunyach, Trois Hourras pour Lady Evangeline
  - Silène Edgar, Les Affamés
  - Olivier Paquet, Les Machines fantômes

- 2021 : Émilie Querbalec, Quitter les monts d'automne
  - Philippe Auribeau, Écarlate
  - Pierre Bordage, Rive gauche
  - Claire Duvivier, Un long voyage
  - Christophe Siébert, Images de la fin du monde

- 2022 : Ketty Steward, L'Évangile selon Myriam
  - Emmanuel Chastellière, Célestopol 1922
  - Estelle Faye, Un reflet de lune
  - Romain Lucazeau, La Nuit du faune
  - Floriane Soulas, Les Oubliés de l'Amas
  - Chris Vuklisevic, Derniers jours d'un monde oublié

- 2023 : Laurent Genefort, Les temps ultramodernes
  - Guillaume Chamanadjian, Trois lucioles
  - Claire Duvivier, Mort aux geais
  - Marguerite Imbert, Les flibustiers de la mer chimique
  - Émilie Querbalec, Les chants de Nüying
  - Karine Rennberg, Meute

- 2024 : Claire Garand, Paideia
  - Guillaume Chamanadjian, Les contes suspendus
  - Claire Duvivier, L'armée fantoche
  - Anouk Faure, La cité diaphane
  - Floriane Soulas, Tonnerre après les ruines

## Nouvelle

### Années 1980
- 1980 : Joëlle Wintrebert, La Créode
  - Jean-Pierre Andrevon, Les Retombées
  - Jean-Pierre Andrevon, Le Temps du Météore
  - Jean-Pierre Andrevon et François Brugère, Dossier TM 3
  - Lionel Evrard, L'Art du trait

- 1981 : Jacques Boireau, Chronique de la vallée, et Serge Brussolo, Subway, éléments pour une mythologie du métro (ex æquo)
  - Jean-Pierre Andrevon et Philippe Cousin, La Saga des Bibendum
  - Jean-Pierre Andrevon et Daniel Walther, Pax Christi
  - Bruno Lecigne, La Femme-escargot allant au bout du monde
  - Jacques Mondoloni, Le Cancer de l'escargot

- 1982 : Christine Renard, La Nuit des albiens

- 1983 : Roland C. Wagner, Faire-part
  - Jean-Pierre Hubert, Tout le long de l'île au long de l'eau
  - Emmanuel Jouanne, La Question d'où naquit la plage
  - Dana et Éric Odin, Le Bouc
  - Joëlle Wintrebert, Hétéros et Thanatos

- 1984 : Lionel Evrard, Le Clavier incendié
  - Jean-Claude Dunyach, Détails de l'exposition
  - Emmanuel Jouanne, Multiplication du voleur
  - Emmanuel Jouanne, Le Corps du texte

- 1985 : Jean-Pierre Hubert, Pleine peau
  - Jean-Claude Dunyach, Fin de partie
  - Lionel Evrard, Gens qui rient, gens qui pleurent
  - Élisabeth Vonarburg, Janus
  - Joëlle Wintrebert, Fontaraigne

- 1986 : Sylvie Lainé, Le Chemin de la rencontre
  - Gilles Bergal, Print: Magie noire
  - Gérard Coisne, Moineau d'or aux ailes ensoleillées
  - Claude Éric Devaux, Black Night
  - Gimme Dieu, Le Retour des vieux

- 1987 : Gérard Klein, Mémoire vive, mémoire morte
  - Jean-Pierre Andrevon, Ne coupez pas... (recueil de nouvelles)
  - Claude-François Cheinisse, Les Jeux et les Désirs
  - Sylvie Lainé, Carte blanche
  - Sabine Verreault, Mané, Téket, Pharès

- 1988 : Jean-Pierre Hubert, Roulette mousse
  - Bruno Bordier, Ambre
  - Jean-Pierre Ferran, Les tours mentent
  - Sylvie Lainé, Un rêve d'herbe
  - Jean-Luc Triolo, Voiles de cendres vers la Cité-Mirage

- 1989 : Francis Valéry, Bumpie™
  - Marc Bailly, Le Fossoyeur
  - Pierre Efratas, La Quête d'Arah-Ghastor
  - Guy Grudzien, La Tache
  - Marc de Leeuw, À petites causes...

### Années 1990
- 1990 : Francis Valéry, Les Voyageurs sans mémoire
  - Colette Fayard, Le Cœur du monde
  - Colette Fayard, Le Thérapeute
  - Kevin H. Ramsey, Examen de passage
  - Francis Valéry, Bwana Robinson

- 1991 : Raymond Milesi, Extra-muros

- 1992 : Jean-Claude Dunyach, L'Autre côté de l'eau
  - Bernard Dardinier, H. K. H. élu !
  - Karel Dekk, L'Homme qui voulait sauver l'univers
  - Claude Ecken, La Symphonie sylvestre
  - Kevin H. Ramsey, L'Étonnante aventure de Timothy B. Dalton

- 1993 : Wildy Petoud, Accident d'amour
  - Karel Dekk, Sur l'échine de la Grande Ourse
  - Sylvie Denis, Élisabeth for ever
  - Serge Lehman, La Sidération
  - André Ruellan, Je reviens de loin, mais j'y retourne

- 1994 : Raymond Milesi, L'Heure du monstre
  - Ayerdhal, Vieillir d'amour
  - Ayerdhal, L'Adieu à la nymphe
  - Richard Canal, Crever les yeux de Dieu
  - Sylvie Denis, La Mort de l'ange
  - Wildy Petoud, Sur la route, Isabelle

- 1995 : Serge Lehman, Dans l'abîme
  - Serge Lehman, En attendant le gel
  - Jean-Jacques Nguyen, Temps mort, morte saison
  - André-François Ruaud, Imago
  - Joëlle Wintrebert, Alien bise

- 1996 : Serge Delsemme, Voyage organisé
  - Maurice G. Dantec, Là où tombent les anges
  - Sylvie Denis, De Dimbour à Lapêtre
  - Jean-Claude Dunyach, La Station de l'agnelle
  - Serge Lehman, L'Hypothèse de Russo

- 1997 : Roland C. Wagner, H. P. L. (1890-1991)

- 1998 : Jean-Claude Dunyach, Déchiffrer la trame
  - Sylvie Denis, Pèlerinage
  - Serge Lehman, L'Inversion de Polyphème
  - Dominique Warfa, Le Danseur absolu
  - Joëlle Wintrebert, Pur esprit

- 1999 : Jean-Jacques Nguyen, L'Amour au temps du silicium
  - Ayerdhal, Scintillements
  - Sylvie Denis, Avant Champollion
  - Jean-Claude Dunyach, La Stratégie du requin
  - Roland C. Wagner, Honoré a disparu

### Années 2000
- 2000 : Sylvie Denis, Dedans, dehors
  - Thomas Day : La Notion de génocide nécessaire
  - Yves Meynard : Soldats de sucre
  - Michel Pagel : L'Étranger
  - Michael Rheyss : L'Apopis républicain
  - Magali Ségura : Contre la fatalité
  - Francis Valéry : Suzie Q

- 2001 : Claude Ecken, La Fin du Big Bang
  - Sara Doke : Miroir de mon âme
  - Serge Lehman : Le Temps des Olympiens
  - Jean-Jacques Nguyen : La Méridienne des songes
  - Sire Cédric : Hybrides

- 2002 : Raymond Milesi, Le Sommeil de la libellule
  - Fabrice Anfosso : Si loin de Dieu
  - Ayerdhal : Pollinisation
  - Fabrice Colin : Le Coup du lapin
  - Jean-Claude Dunyach : Regarde-moi quand je dors
  - Léa Silhol : Il ne neige pas à Frontier

- 2003 : Jean-Jacques Girardot, Gris et amer 1 : Les Visiteurs de l'éclipse, et Sylvie Lainé, Un signe de Setty (ex æquo)
  - Johan Heliot : Le Rêve d'Amerigo Vespucci
  - Lélio : De la noirceur de l'encre
  - Michel Pagel : L'Enlèvement de la reine des feys

- 2004 : Claude Ecken, Éclats lumineux du disque d'accrétion
  - Ugo Bellagamba, La Cité du Soleil
  - Richard Canal : Les Enfants du chaos
  - Catherine Dufour : Mémoires mortes
  - Jean-Jacques Girardot : Et entrer dans un livre d'Hemigway
  - Sylvie Lainé : La Bulle d'Euze

- 2005 : Ugo Bellagamba, Chimères
  - Francis Berthelot, Le Cœur à trois temps
  - Lionel Davoust, Tuning Jack
  - Catherine Dufour, L'Accroissement mathématique du plaisir
  - Mélanie Fazi, Serpentine
  - Gabriel Féraud et Christian Simon, Vizz
  - Xavier Mauméjean, La Faim du monde

- 2006 : Sylvie Lainé, Les Yeux d'Elsa
  - Jacques Barbéri, L'homme qui parlait aux araignées
  - Sabrina Calvo, Acide organique
  - Philippe Curval, Décalage temporel
  - Claude Ecken, L'Unique
  - Laurent Whale, La Lettre au Père Noël

- 2007 : Serge Lehman, Origami
  - Ugo Bellagamba, Quirites
  - Catherine Dufour, La Liste des souffrances autorisées
  - Claude Ecken, Le Propagateur
  - V. K. Valev, Opération marketing
  - Joëlle Wintrebert, Hydra

- 2008 : Jean-Claude Dunyach, Repli sur soie
  - Jacques Barbéri, Les Amants du paradis artificiel
  - Sabrina Calvo, Nid de coucou
  - Fabrice Colin, Nous étions jeunes dans l'été immobile
  - Alain Damasio, So phare away
  - Gérard Klein, Trois Belles de Bréhat

- 2009 : Jeanne-A Debats, La Vieille Anglaise et le continent
  - Stéphane Beauverger, Origam-X
  - Catherine Dufour, L'Amour au temps de l'hormonothérapie génétique
  - Sylvie Lainé, Subversion 2.0
  - Serge Lehman, La Régulation de Richard Mars

### Années 2010
- 2010 : Jérôme Noirez, Terre de fraye
  - Célia Deiana, Verre brisé
  - Jean-Claude Dunyach, Les Fleurs de Troie
  - Léo Henry, Les trois livres qu'Absalon Nathan n'écrira jamais
  - Laurent Kloetzer, Trois Singes
  - Martin Winckler, Alice in Wonderland

- 2011 : Timothée Rey, Suivre à travers le bleu cet éclair puis cette ombre
  - Oliver Castle, Atomic Girl et Moi
  - Lionel Davoust, L'Importance de ton regard
  - Thomas Day, La Ville féminicide
  - Sylvie Denis, Les Danseurs de la lune double
  - Kanata, Poussière

- 2012 : Ugo Bellagamba, Journal d'un poliorcète repenti
  - Thomas Day, Nous sommes les violeurs
  - Jean-Claude Dunyach, Dieu, vu de l'intérieur
  - Franck Ferric, Révolutions
  - Léo Henry, Œuvre vécu d'Athanase Stedelijk, une monographie
  - Jérôme Noirez, Faire des algues

- 2013 : Yal Ayerdhal, RCW, et Thomas Geha, Les Tiges (ex æquo)
  - Franck Antoine, Contre pouvoir
  - Anthony Boulanger, Évaporation et Sublimation
  - Olivier Caruso, Les Quatre Saisons de la Baleine
  - Catherine Loiseau, Le Déclin
  - Adriana Lorusso, Miséricorde et Pénitence

- 2014 : Christian Léourier, Le Réveil des hommes blancs
  - Stéphane Croenne, Le Chant des baleines
  - Philippe Curval, Cuisine kitzyn
  - Gulzar Joby, L'enfant qui s'avance vers nous
  - Martin Lessard, Durée d'oscillation variable

- 2015 : Sylvie Lainé, L'Opéra de Shaya
  - Lionel Davoust, La Route de la Conquête
  - Sylvie Denis, Le Court roman de la momie
  - Dominique Douay, Pas de deux sur la planète des ombres
  - Martin Lessard, Vingt fois sur l'émotion remettez votre ouvrage
  - Arnauld Pontier, L'Homme de sable

- 2016 : Laurent Genefort, Ethfrag
  - Anthony Boulanger, Tous les enfants de la mère
  - Magali Couzigou, Nature humaine
  - Jean-Laurent Del Socorro, Le Vert est éternel
  - Sylvie Denis, Chute libre
  - Dominique Douay, Avec Herman Melville dans la vallée des Taïpi
  - Mélanie Fazi, La Clé de Manderley
  - Sylvie Lainé, Le Karma du chat

- 2017 : Estelle Faye, Les Anges tièdes
  - Pierre Bordage, Hier je vous donnerai de mes nouvelles
  - Christian Chavassieux, Nulle part, tout le temps
  - Léo Henry, Pour toujours l'humanité
  - Laurent Kloetzer, La Confirmation
  - Brice Tarvel, L'Échelle de dieu

- 2018 : Loïc Henry, Vert céladon
  - Pierre Brulhet, Isaac
  - André Deslacs, Comme un têtard dans l'eau
  - Grégoire Kenenr, Ophélia
  - Laurence Suhner, Le Terminateur

- 2019 : Stéphane Croenne, Ne signe pas ça, Chloé !
  - Catherine Dufour, Sans retour et sans nous
  - Laurent Genefort, Conatus
  - Léo Henry, Écouter plus fort
  - Sylvain Lamur, Les Chants de l'engoulevent
  - Christian Léourier, Vue en perspective du jardin des plantes
  - Christophe Olry, Le Luck ou la vie

### Années 2020
- 2020 : Audrey Pleynet, Quelques gouttes de thé
  - Claude Ecken : La Promesse du monstre
  - Loïc Henry : Malaria
  - Christian Léourier : La Longue Patience de la forêt
  - Julie Limoges : Résurgence

- 2021 : Estelle Faye, Conte de la pluie qui n'est pas venue (in Nos Futurs, imaginer les possibles du changement climatique, publié aux éditions ActuSF)
  - Tristan Bultiauw : Azgôn
  - Sabrina Calvo : Considère le nénufar
  - Jeanne-A Debats : Le Monde d'Aubin
  - Morgan of Glencoe : La Piste des oiseaux
  - Audrey Pleynet : Le Lien

- 2022 : Bénédicte Coudière, Mécanique en apesanteur (publié aux éditions Armada)
  - Ugo Bellagamba : Mémorial de Philæ
  - Stéphane Beauverger : Collisions par temps calme
  - Christian Léourier : Je vous ai donné toute herbe
  - Audrey Pleynet : La Solitude des fantômes
  - Joëlle Wintrebert : Vertiges de l'amour

- 2023 : Audrey Pleynet, Encore cinq ans
  - Claire Duvivier : Histoire de la ville d'Aurée
  - Laurent Genefort : Opexx
  - Saul Pandelakis : Cargo
  - Ketty Steward : Blanche-neige et le triangle quelconque

- 2024 : Nicolas de Torsiac, Le fils du fossoyeur
  - Audrey Pleynet : Rossignol
  - Émilie Querbalec : Skin
  - Ketty Steward : Saletés d'hormones et autres complications
  - Joëlle Wintrebert : Survivre

## Prix «Cyrano»
- 2004 : Robert Sheckley
- 2005 : Paul-Jean Hérault
- 2006 : Jean-Pierre Fontana
- 2007 : Élisabeth Vonarburg
- 2008 : Michel Jeury
- 2009 : André Ruellan
- 2010 : non attribué
- 2011 : Ayerdhal
- 2012 : Philippe Curval
- 2013 : Georges Pierru
- 2014 : Arthur Bruce Evans
- 2015 : Philippe Caza
- 2016 : Pierre Bordage
- 2017 : Joëlle Wintrebert
- 2018 : Raymond Milési
- 2019 : Danielle Martinigol
- 2020 : Jean-Daniel Brèque
- 2021 : Claude Ecken
- 2022 : Christian Grenier
- 2023 : Joseph Altairac
- 2024 : Pierre Gévart